# 首席
首席（しゅせき）は、ある一定の条件下の人々の中での最高位、またはその位置（席次）にある人物。主として、試験における最高点取得者や教育機関（特に大学）の成績関連における最高評価者、行政組織、オーケストラなどの楽団等の筆頭組織者で用いられる。

## 組織における首席
組織内において、同列の立場の人物が複数存在する場合、教育機関、軍隊や行政機関など、円滑・迅速な業務遂行が求められる組織においては、序列を決める必要性に迫られ、首席・次席・三席などの序列が付けられるようになった。

### 行政組織における首席の例
- 首席補佐官 - 複数いる補佐官の中で序列一位の扱いを受けている者。例：アメリカ合衆国大統領首席補佐官
- 首席（通信、航海、運用司令）士 - 海上保安庁にて、巡視船の各部門における序列2位の海上保安官を指す。ちなみに、序列1位（責任者）は「長」、序列3位は「主任」。
- 首席教諭 - 大阪府立の高校に、2006年からおかれている職階。東京都で言うところの主幹教諭。教頭と教諭の中間に位置し、教務主任や生徒指導主事、学年主任などの、主任を兼ねる場合もある。府教育委員会が選考し任命するが、管理職ではない。教員のリーダー的存在として、教頭をサポートし、校務の調整を行う。
- 首相 - 「首席宰相」の略であり、内閣の首席の大臣。日本においては内閣総理大臣を指す。

### オーケストラにおける首席奏者
オーケストラにて、それぞれのセクション、楽器群、パートのリーダー的ポジションに用いる。首席奏者は、役割・役職であって、セクション内で「最もうまい奏者」を意味するわけではない。
弦楽器セクション
ヴァイオリン、ヴィオラ、チェロ、コントラバスそれぞれに首席奏者がおかれ、それぞれのセクションの最前列に座り、トゥッティと呼ばれる他の全奏者に弓使い・音楽・タイミング等の細かい指示を出し、セクションをまとめあげる。他の首席奏者とも緊密に連携を取り合うことが求められ、またソロ部分があればソロを担当する。ヴァイオリン首席（別名「第1ヴァイオリン」）は、特別に「コンサートマスター」として、他のオーケストラ団員とは別枠で契約することも多い。
首席奏者の隣で演奏する、次席またはフォアシュピューラー（フォアシュピーラー）と呼ばれるポジションがある場合も多い。
管楽器セクション
首席奏者は、おおむね「主に1番パートを吹く奏者」を意味する。ソロ部分は第1パートに書いてあることが多く、したがってソロの多くを担当する（特殊楽器、持ち替え楽器はこの限りではない）。弦楽器同様、セクションのリーダーとして機能する。首席奏者不在時には首席以外の奏者が第1パートを担当し、その場合は首席代行などと称される。一般的に、首席奏者は第1以外のパートを演奏することは少ない（ヴァイオリンと異なり、例えば「第2フルート首席」等は、通例置かれない）。
弦楽器、管楽器問わず、首席奏者の他に、首席不在時に第1パートやソロを優先的に担当する副首席奏者がおかれることもある。
打楽器セクション
首席奏者は、ティンパニ奏者を指すことが一般的である。
首席指揮者と音楽監督
首席指揮者は、常任指揮者とほぼ同じ意味である。常任指揮者は複数人置かれている場合も多い。オーケストラと一定年数の契約を結んだレギュラー指揮者の筆頭格である。運営方針や人事にも、ある程度発言権を持ち、楽団の管理者的要素も持つ。音楽監督は、この権限がより強められた地位で、通常、どちらか片方のみが設置されている。首席指揮者が信頼を勝ち得た結果として、音楽監督に契約変更されるケースもある。

## 試験成績における首席
教育機関や研究組織への所属資格獲得（採用・入学・教育課程・研究過程）試験において、その成績が一番の者を、同期の中で最上位の席にいるという意味で「首席」と呼び、「首席賞」（例として首席卒業研究論文○○賞など）が贈られる。教育機関の場合、入学式では新入生代表に、卒業式では総代となることが多い。